# Corrida (beisebol)

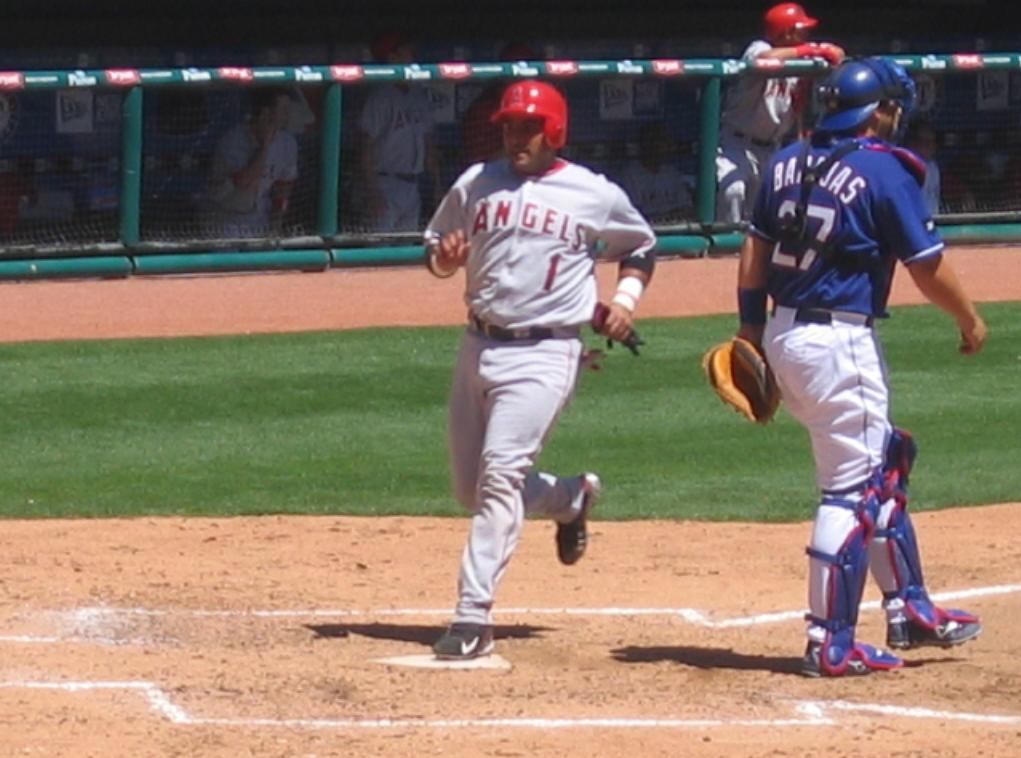
Jogador anota uma corrida tocando a home plate após rodar todas as bases.

No beisebol, uma corrida (run) é anotada quando um jogador avança a salvo em volta da primeira, segunda e terceira bases e retorna a salvo à home plate, antes que três eliminações sejam efetuadas. Um jogador pode anotar rebatendo um home run ou por qualquer combinação de jogadas que o ponha salvo “em base” (isto é, na primeira, segunda ou terceira) como um corredor e em seguida o traga à home. O objetivo do jogo é um time anotar mais corridas que o oponente.

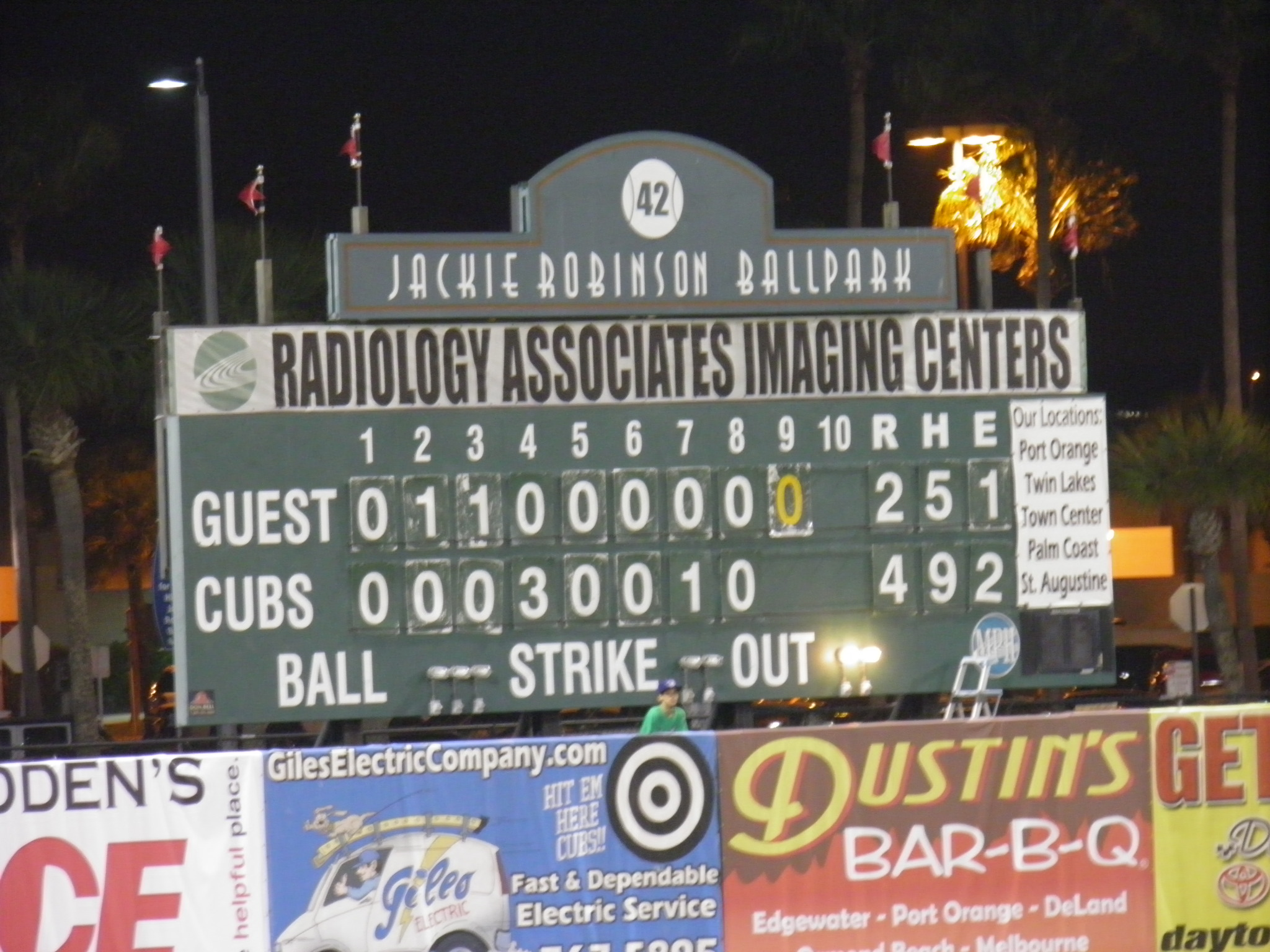
Placar de um jogo de beisebol informando a quantidade de corridas anotadas por entrada.

Nas estatísticas do beisebol, um jogador que anota uma corrida é creditado com uma (R). Enquanto corridas anotadas são consideradas uma importante estatística individual, são tidas como menos significativas que corridas impulsionadas (RBIs). Tanto as corridas anotadas como corridas impulsionadas são bastante dependentes do contexto; para uma avaliação mais sofisticada da contribuição de um jogador para a produção de corridas de sua equipe, ver corridas criadas.
Um arremessador é igualmente taxado com corridas cedidas nas suas estatísticas, que se diferenciam entre corridas limpas — as quais têm, estatisticamente, total responsabilidade atribuída ao arremessador — e as chamadas corridas sujas — devido a erros de defesa. Se uma substituição de arremessador ocorre enquanto um corredor está em base, e aquele corredor eventualmente anotar uma corrida, o arremessador que permitiu ao corredor chegar em base é penalizado com a corrida, mesmo ele não estando mais arremessando quando a corrida foi anotada.